# 弗里德里希·拉采尔

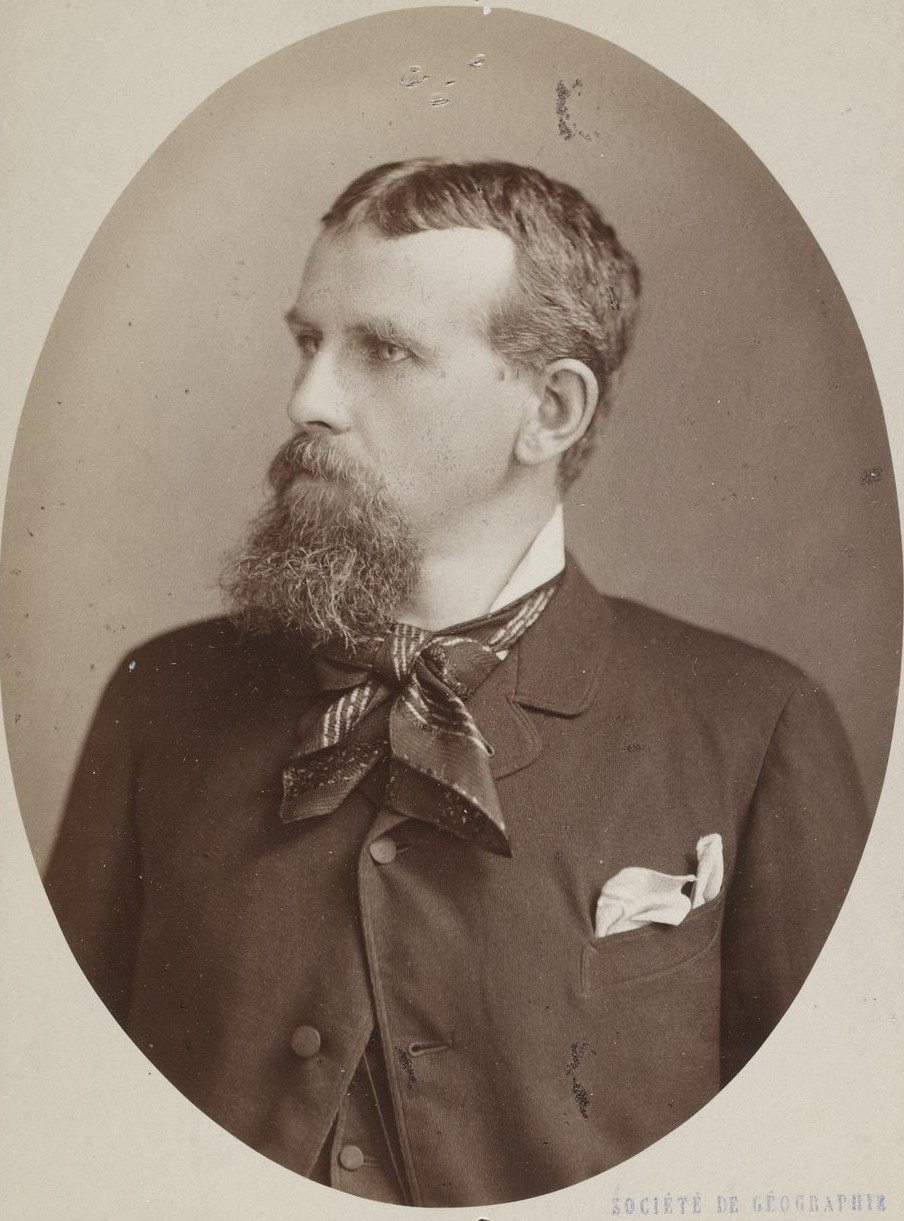
拉采爾

弗里德里希·拉采尔（Friedrich Ratzel，1844年8月30日—1904年8月9日），德国地理学家，地理环境决定论的倡导者，曾任莱比锡等大学教授。
他早年研习动物学、地质学、比较解剖学，后转攻地理学。主要研究人文地理，按自然条件或人文现象的纲目系统论述地理环境的决定性影响。他深受李特尔的思想影响，并运用了达尔文生物进化论的观点，认为人是地理环境的产物，地理环境是人地关系的主导因素；他又在斯宾塞的思想影响下，提出国家与社会是生命有机体的论点。在其主要著作《人类地理学》中，强调地理环境决定人的生理、心理以及人类分布、社会现象及其发展进程；在所著《政治地理学》中，把国家比做生命有机体，认为向邻国扩张领土是其生存的基本法则。